# Brunbabax
Brunbabax (Pterorhinus koslowi) är en dåligt känd bergslevande asiatisk fågel i familjen fnittertrastar inom ordningen tättingar. Den förekommer i Tibet och sydöstra Qinghai i Kina. IUCN kategoriserar den som livskraftig.

## Utseende och läten
Brunbabax är en stor fnittertrast, med kroppslängden 27,5-30 cm mitt emellan kinesisk babax och större babax. Den är streckad i dovt rödbrunt, mycket mer enhetligt än kinesisk babax. Den har även en gråaktig strupe. Lätet, möjligen ett varningsläte, är torrt och skallrande.

## Utbredning och systematik
Brunbabaxen delas in i två underarter med följande utbredning:
- Pterorhinus koslowi yuguensis – förekommer i södra delen av sydöstra Xizang
- Pterorhinus koslowi koslowi – förekommer i sydcentrala Kina i sydöstra Qinghai och östra Xizang

### Släktestillhörighet
Babaxerna placeras traditionellt i släktet Babax. DNA-studier från 2012 visade dock att de är nära släkt med fnittertrastarna i släktet Garrulax. Olika taxonomiska auktoriteter hanterade dessa resultat på varierande sätt. BirdLife International inkluderade babaxerna i Garrulax, medan tongivande Clements et al initalt valde att dela upp Garrulax i flera mindre släkten, varvid babaxerna förs till Ianthocincla. Senare studier från 2018 och 2019 visar dock att Garrulax i begränsad mening består av tre utvecklingslinjer som skildes åt för mellan sju och nio miljoner år sedan, varav Ianthocincla är en. Författarna till studierna rekommenderar därför att släktet delas upp ytterligare, vilket medför att babaxerna med släktingar lyfts ut till det egna släktet Pterorhinus. Idag följer både tongivande International Ornithological Congress och även Clements et al dessa rekommendationer.

## Levnadssätt
Brunbabaxen förekommer i enskog och enbuskmarker, blandade en- och granskogar samt buskmarker intill jordbruksområden, på mellan 3650 och 4500 meters höjd. Den är vanligen rätt skygg och ses i par eller smågrupper, födosökande på marken eller lågt i vegetationen. Födan är dock okänd. Fågeln häckar kooperativt mellan maj och juli. I boet som placeras lågt i ett barrträd lägger den tre till fyra ägg. Arten är stannfågel.

## Status
Arten har ett stort utbredningsområde och beståndet anses vara stabilt. Internationella naturvårdsunionen IUCN listar den därför som livskraftig (LC).

## Namn
Fågelns vetenskapliga namn är en hyllning till den ryske upptäcktsresanden Pjotr Kuzmich Koslov (1863-1935). Fram tills nyligen kallades den koslovbabax även på svenska, men justerades 2022 till ett enklare och mer informativt namn av BirdLife Sveriges taxonomikommitté.